# Stefania Tarenzi
Stefania Tarenzi (Lodi, 29 febbraio 1988) è una calciatrice italiana, di ruolo attaccante.

## Biografia
Stefania Tarenzi nasce a Lodi il 29 febbraio 1988 ma cresce con i genitori a Castiglione d'Adda, avvicinandosi con curiosità al mondo del calcio fin da ragazzina.

## Carriera

### Club
Cresce calcisticamente nella Doverese, società di calcio femminile con sede a Dovera disputando il campionato di Serie D.
Notata dalla dirigenza del Mozzanica, in quel momento alla ricerca di un attaccante con cui integrare il suo organico e puntare alla salvezza, viene contattata nel dicembre 2009 dalla società del bergamasco che le offre l'opportunità di esordire in Serie A2, a quel tempo secondo livello del campionato italiano femminile di calcio. Dopo la firma contribuisce alla scalata in classifica che culminerà con la conquista del primo posto del Girone A nella stagione 2009-2010 aggiudicandosi così il diritto di giocare nella massima espressione del calcio femminile in Italia, la Serie A. Con le biancazzurre rimane fino alla stagione 2012-2013, con la migliore posizione, il 4º posto, colta nel campionato d'esordio alla massima serie, il 2010-2011, congedandosi con un bottino di 39 gol in campionato su 50 partite disputate.

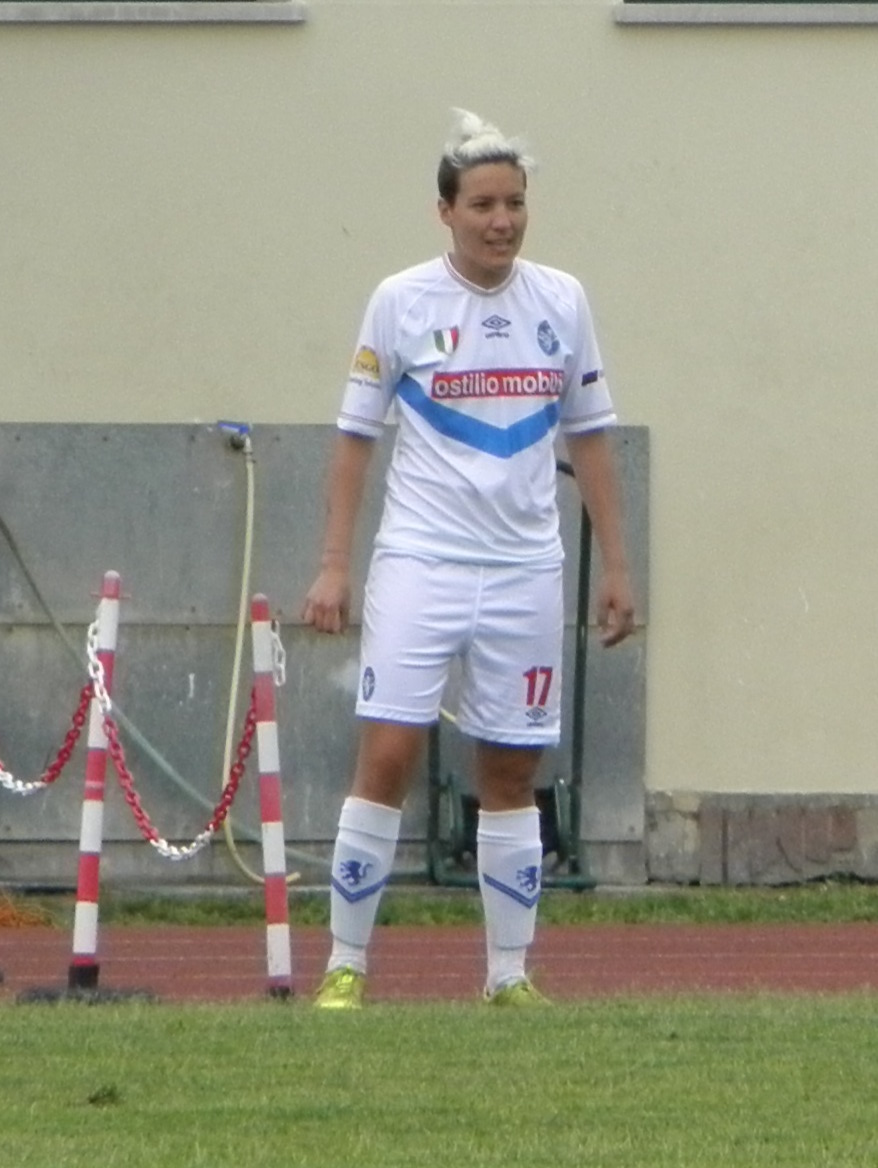
Tarenzi mentre rileva Daniela Sabatino durante la finale di Coppa Italia 2014-2015.

Nel luglio 2013 sottoscrive un contratto con il Brescia, società con sede a Capriolo con cui non era riuscita a concretizzare l'interessamento avvenuto nell'estate 2011. Alla sua prima stagione con la società, la 2013-2014, la squadra si dimostra in grado di mantenere le prime posizioni in campionato fin dalle prime fasi concludendolo al primo posto; con 7 gol, quinta realizzatrice della squadra, su 20 presenze, Tarenzi contribuisce a cogliere il primo scudetto per il Brescia. Grazie a questo risultato, la stagione successiva ha l'occasione di fare il suo debutto in campo internazionale il 9 ottobre 2014, nell'incontro valido per i sedicesimi di finale di UEFA Women's Champions League 2014-2015, dove nella partita casalinga di andata le avversarie dell'Olympique Lione superano le italiane con un netto 5-0, vittoria confermata anche al ritorno con la conseguente esclusione dal torneo. La stagione si rivela comunque positiva, condividendo con le compagne la conquista della Supercoppa 2014, ai tiri di rigore, sul Tavagnacco, e ancora sulle friulane, battute per 4-0 nella finale di Abano Terme, la Coppa Italia 2014-2015, mentre in campionato deve accontentarsi della seconda posizione dietro l'AGSM Verona.
Tarenzi rimane con il Brescia anche le due stagioni successive: la 2015-2016 è quella del treble Supercoppa-Campionato-Coppa Italia, mentre in Champions League il Brescia è fermato ai quarti di finale dalle tedesche del Wolfsburg, mentre la 2016-2017, l'ultima con la società, aumenta il suo palmarès solo della Supercoppa 2016. Al termine della stagione 2016-2017 lascia il Brescia con un tabellino personale di 36 reti su 81 presenze di campionato.
Nel corso dell'estate 2017 trova un accordo con il Sassuolo neopromosso in Serie A per la stagione entrante. Condivide con la squadra il percorso che la vede navigare nella parte bassa della classifica per tutto il campionato, terminato al nono posto e dove il Sassuolo è costretto a giocarsi la salvezza ai play-out, nell'incontro del 27 maggio 2018 vinto per 3-0 con la Roma CF. Tarenzi si congeda dalla società al termine della stagione, con 7 reti all'attivo, migliore realizzatrice della squadra, su 19 presenze in campionato.
Durante il calciomercato estivo 2018 si trasferisce al ChievoVerona Valpo condividendo la scelta con la compagna in neroverde Stefania Zanoletti e raggiunta in seguito anche da Eleonora Prost e Sara Tardini.
Nell'estate 2019 si trasferisce all'Inter, neopromossa in Serie A.
Nell'estate 2021 si trasferisce alla Sampdoria, squadra di cui è capitano, la quale ha rilevato il titolo della Florentia San Gimignano.

### Nazionale
Nel 2015 Tarenzi è stata convocata per la prima volta nella nazionale italiana dal commissario tecnico Antonio Cabrini in occasione della Cyprus Cup 2015. Ha fatto il suo esordio in campo nella prima partita del torneo contro la Corea del Sud sostituendo Melania Gabbiadini a un minuto dal termine della partita. Nella partita successiva contro la Scozia ha realizzato la sua prima rete in nazionale, segnando al 90º minuto la rete decisiva per la vittoria dell'Italia. Nel novembre 2018, dopo più di tre anni di assenza, viene nuovamente convocata dal nuovo commissario tecnico Milena Bertolini in occasione dell'amichevole contro la Germania, entrando in campo nel finale della partita. È scesa in campo anche nelle due amichevoli di gennaio 2019 contro Cile e Galles, realizzando la rete decisiva nei minuti di recupero contro il Cile.

## Statistiche

### Presenze e reti nei club
Statistiche aggiornate al 31 agosto 2024.
| Stagione         | Squadra            | Campionato       | Campionato | Campionato | Coppe nazionali | Coppe nazionali | Coppe nazionali | Coppe continentali | Coppe continentali | Coppe continentali | Altre coppe | Altre coppe | Altre coppe | Totale | Totale |
| Stagione         | Squadra            | Comp             | Pres       | Reti       | Comp            | Pres            | Reti            | Comp               | Pres               | Reti               | Comp        | Pres        | Reti        | Pres   | Reti   |
| ---------------- | ------------------ | ---------------- | ---------- | ---------- | --------------- | --------------- | --------------- | ------------------ | ------------------ | ------------------ | ----------- | ----------- | ----------- | ------ | ------ |
| 2009-2010        | Mozzanica          | A2               | 10         | 6          | CI              | ?               | ?               | -                  | -                  | -                  | -           | -           | -           | 10+    | 6+     |
| 2010-2011        | Mozzanica          | A                | 18         | 13         | CI              | ?               | ?               | -                  | -                  | -                  | -           | -           | -           | 18+    | 13+    |
| 2011-2012        | Mozzanica          | A                | 14         | 4          | CI              | ?               | ?               | -                  | -                  | -                  | -           | -           | -           | 14+    | 4+     |
| 2012-2013        | Mozzanica          | A                | 28         | 16         | CI              | ?               | ?               | -                  | -                  | -                  | -           | -           | -           | 28+    | 16+    |
| Totale Mozzanica | Totale Mozzanica   | Totale Mozzanica | 70         | 39         |                 | ?               | ?               |                    | -                  | -                  |             | -           | -           | 70     | 39+    |
| 2013-2014        | Brescia            | A                | 20         | 7          | CI              | ?               | ?               | -                  | -                  | -                  | -           | -           | -           | 20+    | 7+     |
| 2014-2015        | Brescia            | A                | 22         | 14         | CI              | 3               | 1               | UWCL               | 2                  | 0                  | SI          | 1           | 0           | 28     | 15     |
| 2015-2016        | Brescia            | A                | 19         | 10         | CI              | 3               | 3               | UWCL               | 6                  | 0                  | SI          | -           | -           | 28     | 13     |
| 2016-2017        | Brescia            | A                | 20         | 3          | CI              | 4               | 1               | UWCL               | 2                  | 0                  | SI          | -           | -           | 26     | 4      |
| Totale Brescia   | Totale Brescia     | Totale Brescia   | 81         | 34         |                 | 10+             | 5+              |                    | 10                 | 0                  |             | 1           | 0           | 102+   | 39+    |
| 2017-2018        | Sassuolo           | A                | 19         | 7          | CI              | 2               | 1               | -                  | -                  | -                  | -           | -           | -           | 21     | 8      |
| 2018-2019        | ChievoVerona Valpo | A                | 20         | 13         | CI              | 1               | 0               | -                  | -                  | -                  | -           | -           | -           | 21     | 13     |
| 2019-2020        | Inter              | A                | 15         | 5          | CI              | 1               | 0               | -                  | -                  | -                  | -           | -           | -           | 16     | 5      |
| 2020-2021        | Inter              | A                | 19         | 7          | CI              | 5               | 2               | -                  | -                  | -                  | -           | -           | -           | 24     | 9      |
| Totale Inter     | Totale Inter       | Totale Inter     | 34         | 12         |                 | 6               | 2               |                    | -                  | -                  |             | -           | -           | 40     | 14     |
| 2021-2022        | Sampdoria          | A                | 20         | 6          | CI              | 2               | 2               | -                  | -                  | -                  | -           | -           | -           | 22     | 8      |
| 2022-2023        | Sampdoria          | A                | 21         | 3          | CI              | 2               | 1               | -                  | -                  | -                  | -           | -           | -           | 23     | 4      |
| 2023-2024        | Sampdoria          | A                | 13         | 1          | CI              | 2               | 0               | -                  | -                  | -                  | -           | -           | -           | 15     | 1      |
| 2024-2025        | Sampdoria          | A                | 1          | 0          | CI              | 0               | 0               | -                  | -                  | -                  | -           | -           | -           | 1      | 0      |
| Totale Sampdoria | Totale Sampdoria   | Totale Sampdoria | 55         | 10         |                 | 6               | 3               |                    | -                  | -                  |             | -           | -           | 61     | 13     |
| Totale carriera  | Totale carriera    | Totale carriera  | 279        | 115        |                 | 25              | 11              |                    | 10                 | 0                  |             | 1           | 0           | 315    | 126    |

### Cronologia presenze e reti in nazionale
| Cronologia completa delle presenze e delle reti in nazionale ― Italia | Cronologia completa delle presenze e delle reti in nazionale ― Italia | Cronologia completa delle presenze e delle reti in nazionale ― Italia | Cronologia completa delle presenze e delle reti in nazionale ― Italia | Cronologia completa delle presenze e delle reti in nazionale ― Italia | Cronologia completa delle presenze e delle reti in nazionale ― Italia | Cronologia completa delle presenze e delle reti in nazionale ― Italia | Cronologia completa delle presenze e delle reti in nazionale ― Italia |
| Data                                                                  | Città                                                                 | In casa                                                               | Risultato                                                             | Ospiti                                                                | Competizione                                                          | Reti                                                                  | Note                                                                  |
| --------------------------------------------------------------------- | --------------------------------------------------------------------- | --------------------------------------------------------------------- | --------------------------------------------------------------------- | --------------------------------------------------------------------- | --------------------------------------------------------------------- | --------------------------------------------------------------------- | --------------------------------------------------------------------- |
| 4-3-2015                                                              | Nicosia                                                               | Italia                                                                | 2 – 1                                                                 | Corea del Sud                                                         | Cyprus Cup 2015 - 1º turno                                            | -                                                                     | 89’                                                                   |
| 6-3-2015                                                              | Larnaca                                                               | Italia                                                                | 3 – 2                                                                 | Scozia                                                                | Cyprus Cup 2015 - 1º turno                                            | 1                                                                     | 80’                                                                   |
| 9-3-2015                                                              | Nicosia                                                               | Italia                                                                | 0 – 1                                                                 | Canada                                                                | Cyprus Cup 2015 - 1º turno                                            | -                                                                     | 76’                                                                   |
| 10-11-2018                                                            | Osnabrück                                                             | Germania                                                              | 5 – 2                                                                 | Italia                                                                | Amichevole                                                            | -                                                                     | 80’                                                                   |
| 18-1-2019                                                             | Empoli                                                                | Italia                                                                | 2 – 1                                                                 | Cile                                                                  | Amichevole                                                            | 1                                                                     | 83’                                                                   |
| 22-1-2019                                                             | Cesena                                                                | Italia                                                                | 2 – 0                                                                 | Galles                                                                | Amichevole                                                            | -                                                                     | 70’                                                                   |
| 1-3-2019                                                              | Larnaca                                                               | Ungheria                                                              | 0 – 3                                                                 | Italia                                                                | Cyprus Cup 2019 - 1º turno                                            | -                                                                     |                                                                       |
| 4-3-2019                                                              | Larnaca                                                               | Italia                                                                | 4 – 1                                                                 | Thailandia                                                            | Cyprus Cup 2019 - 1º turno                                            | -                                                                     | 59’                                                                   |
| 5-4-2019                                                              | Lublino                                                               | Polonia                                                               | 1 – 1                                                                 | Italia                                                                | Amichevole                                                            | -                                                                     | 81’                                                                   |
| 9-4-2019                                                              | Reggio Emilia                                                         | Italia                                                                | 2 – 1                                                                 | Irlanda                                                               | Amichevole                                                            | -                                                                     | 63’                                                                   |
| 29-8-2019                                                             | Ramat Gan                                                             | Israele                                                               | 2 – 3                                                                 | Italia                                                                | Qual. Euro 2022                                                       | -                                                                     | 81’                                                                   |
| 3-9-2019                                                              | Tbilisi                                                               | Georgia                                                               | 0 – 1                                                                 | Italia                                                                | Qual. Euro 2022                                                       | -                                                                     | 70’                                                                   |
| 4-10-2019                                                             | Ta' Qali                                                              | Malta                                                                 | 0 – 2                                                                 | Italia                                                                | Qual. Euro 2022                                                       | -                                                                     | 63’                                                                   |
| 8-10-2019                                                             | Palermo                                                               | Italia                                                                | 2 – 0                                                                 | Bosnia ed Erzegovina                                                  | Qual. Euro 2022                                                       | -                                                                     | 85’                                                                   |
| 12-11-2019                                                            | Castel di Sangro                                                      | Italia                                                                | 5 – 0                                                                 | Malta                                                                 | Qual. Euro 2022                                                       | -                                                                     | 68’                                                                   |
| 7-3-2020                                                              | Parchal                                                               | Nuova Zelanda                                                         | 0 – 3                                                                 | Italia                                                                | Algarve Cup 2020 - Seconda fase                                       | 1                                                                     | 44’ 70’                                                               |
| 27-10-2020                                                            | Empoli                                                                | Italia                                                                | 1 – 3                                                                 | Danimarca                                                             | Qual. Euro 2022                                                       | -                                                                     | 85’                                                                   |
| Totale                                                                |                                                                       | Presenze                                                              | 17                                                                    |                                                                       | Reti                                                                  | 3                                                                     |                                                                       |

## Palmarès

### Club
- Campionato italiano: 2

Brescia: 2013-2014, 2015-2016
- Coppa Italia: 2

Brescia: 2014-2015, 2015-2016
- Supercoppa italiana: 2

Brescia: 2014, 2015
- Campionato italiano di Serie A2: 1

Mozzanica: 2009-2010 (Girone A)